# Trato vocal

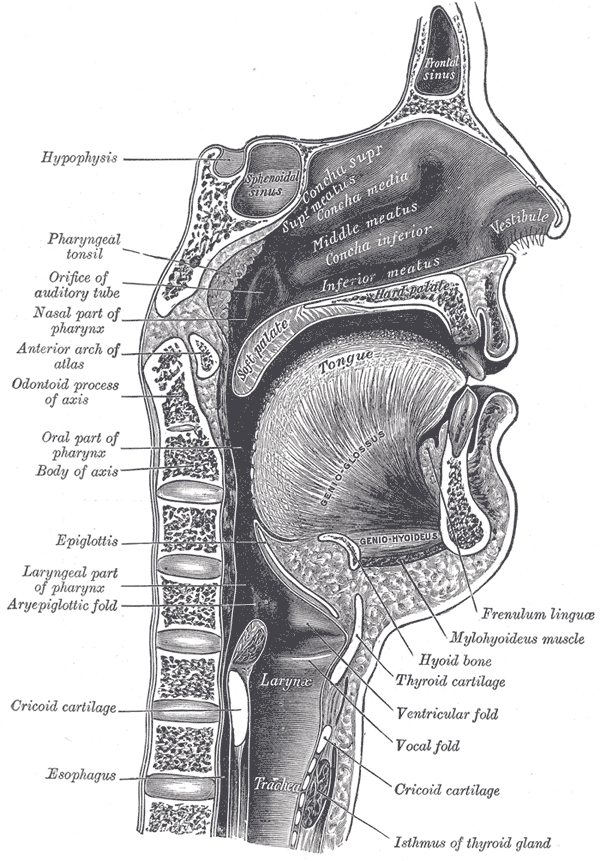
Seção sagital do trato vocal humano

O trato vocal é a cavidade do corpo humano e dos animais onde o som produzido na fonte sonora (laringe nos mamíferos; siringe nas aves) é filtrado.
Nas aves consiste na traqueia, na siringe, na cavidade oral, na parte superior do esôfago e no bico. Nos mamíferos consiste na cavidade laríngea, na faringe, na cavidade oral e na cavidade nasal.
O comprimento médio estimado do trato vocal nos homens é de 16,9 cm e de 14,1 cm nas mulheres.